# نادي ليبرتاس
نادي ليبرتاس لكرة القدم (بالإيطالية: Associazione Calcio Libertas)‏ هو نادي كرة قدم من سان مارينو يقع مقره في بورغو ماجوري، تأسس سنة 1928. يلعب النتدي خاليا في القسم ب من دوري سان مارينو. ألوان الفريق هي الأحمر والأبيض. ليبيرتاس هو أقدم نادي لكرة القدم في سان مارينو. تأهل الفريق للمرحلة التمهيدية لمسابقة كأس الاتحاد الأوروبي في عام 2007. ومع ذلك فقد خسر الفريق 1 - 4 أمام درودا يونايتد من ايرلندا في الجولة المقبلة.

## وصلات خارجية
- الموقع الرسمي
- eufo.de – تشكيلة الفريق